# توم هال (لاعب كرة قدم أمريكية أمريكي)
توم هال (بالإنجليزية: Tom Hull)‏ هو لاعب كرة قدم أمريكية أمريكي، ولد في 1952 في كمبرلاند في الولايات المتحدة.

## وصلات خارجية
- توم هال (لاعب كرة قدم أمريكية أمريكي) على موقع مرجع كرة القدم المحترفة.كوم (الإنجليزية)